# Porphyriops melanops
La gallinella fianchi macchiati o gallinella fianchimacchiati (Porphyriops melanops (Vieillot, 1819)) è un uccello appartenente alla famiglia dei Rallidi, diffuso in Sud America. È l'unica specie nota del genere Porphyriops.

## Descrizione
Questo rallide raggiunge 22–30 cm di lunghezza e 154–225 g di peso.

## Distribuzione e habitat
La specie ha in ampio areale che comprende Argentina, Bolivia, Brasile, Cile, Colombia, Paraguay, Perù e Uruguay.
Popola stagni, fossati, paludi, lagune e margini lacustri.

## Tassonomia
Sono state descritte tre sottospecie:
- P. m. bogotensis Chapman, 1914 (Colombia centrale);
- P. m. crassirostris (Gray, 1829) (Argentina e Cile);
- P. m. melanops (Vieillot, 1819) (da Perù fino a Bolivia orientale, Brasile orientale, Uruguay, Paraguay e Argentina nord-orientale).